# Пролетарское сельское поселение (Чечня)
Пролетарское се́льское поселе́ние — муниципальное образование в Грозненском районе Чечни Российской Федерации.
Административный центр — село Пролетарское.

## История
Статус и границы сельского поселения установлены Законом Чеченской Республики от 20 февраля 2009 года № 12-РЗ «Об образовании муниципального образования Грозненский район и муниципальных образований, входящих в его состав, установлении их границ и наделении их соответствующим статусом муниципального района и сельского поселения».

## Население
| 2010  | 2012  | 2013  | 2014  | 2015  | 2016  | 2017  |
| ----- | ----- | ----- | ----- | ----- | ----- | ----- |
| 5181  | ↗5271 | ↗5310 | ↗5348 | ↗5415 | ↗5473 | ↗5540 |
| 2018  | 2019  | 2020  | 2021  | 2023  | 2024  |       |
| ↗5610 | ↗5703 | ↗5759 | ↘5618 | ↗5722 | ↗5765 |       |

## Состав сельского поселения
| № | Населённый пункт | Тип населённого пункта       | Население |
| - | ---------------- | ---------------------------- | --------- |
| 1 | Дружба           | посёлок                      | ↘130      |
| 2 | Пролетарское     | село, административный центр | ↗1845     |
| 3 | Садовое          | село                         | ↗3575     |